# Martin Ferrero
Martin Ferrero (Brockport, 29 settembre 1947) è un attore statunitense.
È noto al pubblico per aver interpretato il ruolo dell'avvocato Donald Gennaro nel film Jurassic Park (1993).

## Biografia
Ferrero si iscrisse alla California Actors Theatre di Los Gatos, California. Nel 1979 si trasferì a Los Angeles cominciando a lavorare a Hollywood. Noto per il suo ruolo nel colossal di Steven Spielberg Jurassic Park (1993), apparve anche nella serie Miami Vice, interpretando un ladruncolo di nome Izzy Moreno e il killer Trini DeSoto. Tra i film a cui prese parte, Get Shorty (1995), Demoni e dei (1998) e Il sarto di Panama (2001). A partire dal 2008, Martin Ferrero è membro dell'Antaeus Company di Los Angeles.  

## Filmografia

### Cinema
- Knightriders - I cavalieri (Knightriders), regia di George A. Romero (1981)
- Quel giardino di aranci fatti in casa (I Ought to Be in Pictures), regia di Herbert Ross (1982)
- Gung Ho, regia di Ron Howard (1986)
- I 5 della squadra d'assalto (Band of the Hand), regia di Paul Michael Glaser (1986)
- Modern Girls, regia di Jerry Kramer (1986)
- Un biglietto in due (Planes, Trains and Automobiles), regia di John Hughes (1987)
- High Spirits - Fantasmi da legare (High Spirits), regia di Neil Jordan (1988)
- Oscar - Un fidanzato per due figlie (Oscar), regia di John Landis (1991)
- Fermati, o mamma spara (Stop! Or My Mom Will Shoot), regia di Roger Spottiswoode (1992)
- Jurassic Park, regia di Steven Spielberg (1993)
- Get Shorty, regia di Barry Sonnenfeld (1995)
- Heat - La sfida (Heat), regia di Michael Mann (1995)
- Demoni e dei (Gods and Monsters), regia di Bill Condon (1998)
- Air Bud 3 (Air Bud: World Pup), regia di Bill Bannerman (2000)
- Il sarto di Panama (The Tailor of Panama), regia di John Boorman (2001)

### Televisione
- Miami Vice - serie TV, 23 episodi (1984-1989)
- Shannon's Deal - serie TV, 9 episodi (1990-1991)
- X-Files (The X-Files) - serie TV, episodio 5x20 (1998)

## Doppiatori italiani
Nelle versioni in italiano delle opere in cui ha recitato, Martin Ferrero è stato doppiato da:
- Maurizio Fiorentini in Knightriders - I cavalieri
- Saverio Moriones in Miami Vice
- Giorgio Bandiera in Gung Ho
- Pino Colizzi in High Spirits - Fantasmi da legare
- Nino Prester in Fermati, o mamma spara
- Marco Mete in Jurassic Park
- Luciano Roffi in X-Files
- Manlio De Angelis in Demoni e dei
- Luigi Ferraro in Crime Story - Le strade della violenza (ridoppiaggio)